# Cratere Quick
Quick  è un cratere sulla superficie di Marte.